# Campeonato de Fútbol Femenino de Primera División C
El Campeonato de Fútbol Femenino de Primera División C es la tercera categoría del fútbol femenino en Argentina. Se fundó en 2019, tras la incorporación de 16 nuevos equipos a los campeonatos nacionales organizados por la Asociación del Fútbol Argentino.

## Historia
En el año 2019 la Asociación del Fútbol Argentino decidió fundar una tercera categoría de fútbol femenino en Argentina, como ya lo había hecho previamente en 2016 cuando se decidió separar los equipos de Primera en dos divisiones.
Su primera temporada fue la 2019-20, inicialmente serían 18 participantes pero acabaron siendo 16, ellos fueron; Argentino de Merlo, Cañuelas, Chacarita, Claypole, Fénix, Ituzaingó, Chicago, San Martín de Burzaco, San Miguel, Sportivo Italiano, Talleres de Remedios de Escalada, Tigre y Vélez. Además de; Country Canning, Trocha y Villas Unidas como equipos invitados. Su temporada inicial comenzó el 14 de septiembre de 2019 y estaba previsto que termine a mediados del año 2020, pero fue suspendida por las medidas gubernamentales para evitar la propagación del COVID-19. Aunque luego se reanudó el 5 de diciembre de 2020 con un torneo reducido.
Hasta el momento, es la última categoría de nivel nacional del sistema de ligas femenino. En la C han participado clubes destacados como Talleres y Belgrano de Córdoba, Newell's Old Boys, Vélez Sarsfield y Unión de Santa Fe.
Es en esta división donde deben iniciarse en competencia los llamados equipos nuevos o integrados. Incluyendo también a aquellos que hayan participado previamente en una categoría superior y retirado en algún momento.

## Equipos participantes

### Temporada 2023
En la Primera División C 2023 participarían los equipos de los siguientes veintisiete clubes:
Nota: En negrita aquellos equipos de fútbol femenino que poseen su propio artículo en Wikipedia, o en su defecto, una sección propia con información del equipo femenino en el artículo del club. Los demás, redireccionan al equipo masculino.
| Equipo                             | Localización         | Recinto(s)                                 | Cap.   |
| ---------------------------------- | -------------------- | ------------------------------------------ | ------ |
| Aldosivi *                         | Mar del Plata        | Predio de Punta Mogotes                    | Desc   |
| Almirante Brown                    | San Justo            | Estadio Fragata Presidente Sarmiento       | 25.000 |
| Almirante Brown                    | San Justo            | Complejo deportivo Luis Mendoza            | Desc   |
| Arsenal                            | Sarandí              | Estadio Julio Humberto Grondona            | 18.300 |
| Atlético de Rafaela                | Rafaela              | Estadio Nuevo Monumental                   | 20.000 |
| Atlético de Rafaela                | Rafaela              | Predio del Autódromo                       | Desc   |
| Berazategui                        | Berazategui          | Estadio Norman Lee                         | 5.500  |
| Cañuelas                           | Cañuelas             | Estadio Jorge Alfredo Arín                 | 1.500  |
| Chacarita Juniors                  | Buenos Aires         | Estadio de Chacarita Juniors               | 25.000 |
| Chacarita Juniors                  | Buenos Aires         | Polideportivo Chacarita Juniors            | Desc   |
| Country Canning                    | Canning              | Complejo Deportivo Canning                 | Desc   |
| Defensores de Cambaceres           | Ensenada             | Estadio 12 de octubre                      | 3.000  |
| Deportivo Laferrere                | Laferrere            | Estadio Ciudad de Laferrere                | 10.000 |
| El Frontón *                       | San Andrés de Giles  | Estadio Enrique Fitte                      | Desc   |
| Estrella del Sur *                 | San Vicente          | Estadio La Madriguera                      | Desc   |
| Ferrocarril Midland                | Libertad             | Estadio Ciudad de Libertad                 | 5.500  |
| General Lamadrid                   | Buenos Aires         | Club CIRSE                                 | Desc   |
| Ituzaingó                          | Ituzaingó            | Estadio Carlos Alberto Sacaan              | 5.500  |
| Juventud Unida                     | San Miguel           | Estadio Ciudad de San Miguel               | 3.200  |
| Luján                              | Luján                | Estadio 1 de abril                         | 2.000  |
| Luján                              | Luján                | Predio del San Emilio                      | Desc   |
| Nueva Chicago                      | Buenos Aires         | Estadio Nueva Chicago                      | 29.000 |
| Nueva Chicago                      | Buenos Aires         | Parque Polideportivo Juan Bautista Alberdi | Desc   |
| Quilmes                            | Quilmes              | Estadio Centenario                         | 35.000 |
| Quilmes                            | Quilmes              | Anexo Fútbol Juvenil                       | Desc   |
| San Martín de Burzaco              | Burzaco              | Francisco Boga                             | 4.000  |
| Sportivo Barracas                  | Buenos Aires         | Predio Suterh                              | Desc   |
| Sportivo Italiano                  | Ciudad Evita         | República de Italia                        | 8.000  |
| Talleres (RE)                      | Remedios de Escalada | Estadio Pablo Comelli                      | 16.000 |
| Tigre                              | Victoria             | Estadio José Dellagiovanna                 | 28.684 |
| Tigre                              | Victoria             | Predio Nito San Andres                     | Desc   |
| Unión de Santa Fe *                | Santa Fe             | Estadio 15 de Abril                        | 26.000 |
| Villa Dálmine                      | Campana              | Estadio El Coliseo de Mitre y Puccini      | 12.000 |
| Villas Unidas                      | Buenos Aires         | No posee                                   | Desc   |
| Datos actualizados a marzo de 2023 |                      |                                            |        |

- (*) Nuevo equipo incorporado en la categoría.
- Los equipos Estrella del Sur y El Frontón participarán del torneo en carácter de invitados.

## Historial
| Primera División C | Primera División C | Primera División C |
| ------------------ | ------------------ | ------------------ |

| Temporada | Campeón         | Subcampeón       |
| --------- | --------------- | ---------------- |
| 2019-20   | Suspendida      | Suspendida       |
| 2020      | Vélez Sarsfield | San Miguel       |
| 2021      | Belgrano        | Claypole         |
| 2022      | San Luis FC     | Talleres (C)     |
| 2023      | Unión           | Aldosivi         |
| 2024      | Aldosivi        | Estrella del Sur |

## Estadísticas generales

### Palmarés
| Equipo          | Títulos  | Subcampeonatos |
| --------------- | -------- | -------------- |
| Aldosivi        | 1 (2024) | 1 (2023)       |
| Unión           | 1 (2023) | 0              |
| San Luis FC     | 1 (2022) | 0              |
| Belgrano        | 1 (2021) | 0              |
| Vélez Sarsfield | 1 (2020) | 0              |
| Talleres (C)    | 0        | 1 (2022)       |
| Claypole        | 0        | 1 (2021)       |
| San Miguel      | 0        | 1 (2020)       |

### Movilidad interdivisional

#### Con la Primera División B
| Temporada | Descendidos de la Primera División B           | Ascendidos de la Primera División C |
| --------- | ---------------------------------------------- | ----------------------------------- |
| 2019-20   | Suspendida                                     | Suspendida                          |
| 2020      | No hubo                                        | Vélez Sarsfield y San Miguel        |
| 2021      | No hubo                                        | Belgrano (C) y Claypole             |
| 2022      | Liniers, Almirante Brown y Luján               | San Luis FC y Talleres (C)          |
| 2023      | Atlas, Claypole y Puerto Nuevo                 | Unión y Atlético Rafaela            |
| 2024      | Deportivo Armenio, Lima FC y Deportivo Español | Aldosivi y Estrella del Sur         |